# Seminário Martin Bucer
O Seminário Martin Bucer é um seminário protestante reformado evangélico presente na Alemanha, Áustria, República Tcheca, Suiça, Turquia e Brasil, com a sede em Bonn (Alemanha).

## No Mundo
O nome do Seminário é baseado no reformador alemão Martin Bucer.
O Seminário Martin Bucer oferece um part-time de missão e educação prática teológica baseado nos padrões suíços, com a alternativa de estudar teologia em uma das extensões de suas universidades.
Oferece cursos de Bacharel em Teologia e Mestre em Teologia, que é reconhecido nos Estados Unidos da América por convênio com o Seminário Teológico Whitefield . Os cursos consistem em materiais de seminários, de investigação e de auto-estudo. As pesquisas do Seminário centram-se em ética,estudos islâmicos , missão e liberdade religiosa O Reitor é Thomas Schirrmacher.
O SMC possui vários institutos de pesquisa e outros intimamente relacionados, como o Instituto Internacional de Liberdade Religiosa, o Instituto Internacional de Estudos Islâmicos e o Instituto de Estudos da Família. Estes são geralmente redes de investigadores cristãos de todos os continentes.
Os patrocinadores são a Associação Seminário Martin  Bucer, na Alemanha, o Seminário Martin Bucer  Suíça na Suíça é o parceiro de trabalho educativo evangélico na Áustria, o Seminário Martin Bucer Turquia e do Instituto Komensky em Praga. As equipes de cada país possuem igualdade e autonomia institucional. Todas as equipes estão inseridas nas Alianças Evangélicas Nacionais.
O Seminário está presente nas cidades de Berlim, Bielefeld, Bonn, Chemnitz, Hamburgo, Innsbruck, Linz, Munique, Pforzheim, Zurique, Praga e Istambul.

## No Brasil
No Brasil o Seminário Martin Bucer está situado na cidade de São José dos Campos (São Paulo),  e foi fundado em 2012 por Franklin Ferreira , Tiago Santos e Marilene Ferreira, que servem, respectivamente, como diretor geral, diretor pastoral e diretora pedagógica. Tem como objetivo prover formação teológica e ministerial para líderes cristãos que aspiram o ministério na igreja, no campo missionário ou na docência teológica. Também tem como professor o Pr. Dr. Jonas Madureira. 

O SMB tem parcerias com as editoras Editora Vida Nova, Editora Fiel, Igreja da Trindade e com a Igreja Batista da Graça em São José dos Campos.